# Marcello Lippi
Marcello Lippi (12. duben 1948, Viareggio, Itálie) je bývalý italský fotbalový trenér a bývalý fotbalový obránce. Za celou svou dobu působení v profesionálním fotbale působil a trénoval v mnoha italských klubech, s nimiž získal mnoho ocenění. Největším úspěchem bylo dosažení titulu Mistrů světa na MS 2006 s týmem Itálie.
V roce 2006 se stal vůbec prvním trenérem triumfujícím na mistrovství světa i v Lize mistrů a jediným dalším trenérem s tímto rekordem je Španěl Vicente del Bosque (aktuální roku 2020).
V listopadu 2014 ukončil trénování čínského klubu Kuang-čou Evergrande FC, se kterým vyhrál asijskou Ligu mistrů, a stal se jeho technickým ředitelem. V letech 2016 až 2019 ještě vedl reprezentaci Číny, v říjnu 2020 však definitivně oznámil konec své trenérské kariéry. Nevyloučil ale možnost jiné práce ve fotbalovém prostředí.

## Kariéra

### Hráčská
V roce 1969 jej koupila Sampdoria, která ho okamžitě poslala na hostování do třetiligové Savony, se kterou debutoval v 21 letech. Po jedné sezóně se vrátil do Sampdorie a debutoval v nejvyšší lize v roce 1970. Následujících devět sezón nosil dres Blucerchiati, stal se kapitánem a jedním ze základních členů sestavy 70. let, za kterou pravidelně hrál v nejvyšší lize. 
V létě 1979, ve věku 31 let, se vrátil do Toskánska a začal hrát za Pistoiese, čímž přispěl v sezóně 1979/80 k historickému postupu do nejvyšší ligy. Po další sezóně, která skončila sestupem, ukončil svou kariéru v roce 1982 v Lucchese.

### Trenérská

#### Neapol
Prvním velkým klubem vedeným Marcellem Lippim se stal Neapol, kde působil jeden rok. V ročníku 1993/94 se s týmem umístil šestý a kvalifikoval tak Neapol do Poháru UEFA.

#### Juventus – první angažmá
Předseda Juventusu Turín Vittorio Chiusano získal Lippiho na pozici trenéra Bianconeri. V roce 1994 tedy Lippi nahradil Giovanni Trapattoniho. Z předchozího působení v Neapoli si s sebou přivedl stopera Cira Ferraru, budoucí stálici turínské obrany. Defenzivní řady dále doplnil středopolař Paulo Sousa.
Okamžitý úspěch se projevil ziskem Scudetta (italský mistrovský titul) a výhrou v domácím poháru Coppa Italia. Akorát ve finále Poháru UEFA byl poražen italskou Parmou. Pod Lippim se ujal útočník Gianluca Vialli se 17 brankami, naopak role hvězdného útočníka Roberta Baggia se i vlivem zranění snížila a po sezóně tým opustil.
V další (Lippiho druhé) sezóně se titul uchýlil k mužstvu AC Milán, který získal titul s osmibodovým náskokem. Lippiho tým – praktikující rozestavení 4–3–3, ve kterém ovšem útočníci plnili též obranné povinnosti – se v italské lize umístil druhý.
Juventus dokráčel do finále Ligy mistrů a jeho poslední překážkou se stal obhajující Ajax, vedený trenérem Louisem van Gaalem.
Lippi do útoku vedle Ravanelliho a kapitána Vialliho nasadil také mladého nadějného Del Piera. Po 12 minutách poslal Juve do vedení Fabrizio Ravanelli, do poločasu ale stihl srovnat Jari Litmanen. Utkání nebylo rozhodnuto ani po 120 minutách, rozhodovali tak penalty. Penaltový rozstřel zvládli lépe fotbalisté Juventusu a výsledkem 4:2 si vybojovali triumf v této soutěži po 11 letech.
Po úspěšné evropské jízdě doznalo mužstvo určitých změn – do Anglie odešli forvardi Ravanelli a Vialli. Mužstvo opustil též v základu hrající Paulo Sousa. Turín následně posílil Zinédine Zidane, jenž utvořil tvořivou ofenzivní osu týmu s Alessandrem Del Pierem.
Záložní řada dále čítala jména jako Didier Deschamps, Vladimir Jugović nebo Angelo Di Livio.
Na hrotu útoku se měl pohybovat Christian Vieri nebo Alen Bokšić.
Bránění měli na starost Ciro Ferrara a Paolo Montero, za nimi chytal zkušený Angelo Peruzzi.
V další sezóně to byla poněkud překvapivě Parma, která představovala konkurenta v boji o Scudetto. Lippiho tým prvenství přesto vybojoval o dva body před Parmou.
Na evropské scéně se Bianconeri přiblížili obhajobě na dosah, zbývalo porazit ve finále v Mnichově Borussii Dortmund. Favorizovaný Juventus ale nevyužil rovnou dvou penaltových příležitostí, nebyla mu uznána branka a v obraně nebyli Lippiho svěřenci tak jistí jako bylo pravidlem.
Naopak Borussia – i s ex-turínským Paolem Sousou v základu – se dostala do vedení 2:0 ještě v prvním poločase. Ve druhém sice snížil Del Piero, ale třetí gól Borussie rozhodl o osudu finále.
Po pouhém roce odešel forvard Vieri. Jeho místo zaplnil Filippo Inzaghi a uvedl se 18 ligovými góly, zatímco stálice Del Piero jich vstřelil 21.
Zidaneho talent podpořila dravost nově příchozího středopolaře Edgara Davidse.
Juventus obhájil titul s náskokem pěti bodů před úhlavním rivalem, Interem Milán. Del Piero se Zidanem opět dotáhli Lippiho mužstvo do finále Ligy mistrů, kde ale nestačili na španělský Real Madrid.
Teprve sezóna 1998/99 pod Marcellem Lippim se ukázala být neúspěšnou. O jeho odchodu po skončení sezóny se vědělo a v prosinci se tato informace stala oficiální.
Zranění Zidaneho a Del Piera se promítlo do výkonů v italské lize,
kde Juventus obsadil až šesté místo v tabulce. To už nebyl jeho koučem Marcello Lippi, který z klubu v únoru odešel po domácí prohře 2:4 proti Parmě, aby převzal ambiciózní Inter Milán.

#### Inter
Lippi převzal Inter Milán, který na titul čekal už radu let. V létě 1999 dorazil do Milána nejen Lippi, ale také s ním již seznámený útočník Christian Vieri. Vieriho přestupní částka překonala tu Ronaldovu a oba útočníci se měli stát zbraněmi Lippiho mužstva.
V hráčské kabině se opět setkal s brankářem Peruzzim, záložníkem Jugovićem nebo Robertem Baggiem. Na podzim přišel kvůli zranění o Ronalda, stále měl ale k dispozici útočníky jako Vieri, Baggio, Recoba nebo Zamorano. V ligovém utkání hraném 12. prosince 1999 Lippi znovu stanul na turínském stadionu delle Alpi, kde prohrál s domácími svěřenci Carla Ancelottiho 0:1.
Pod jeho vedením ale tým vrcholu nedosáhl a v konečné ligové tabulce se umístil až čtvrtý za vítězným Laziem, Juventusem a AC Milán.
Po porážce 1:2 proti Reggině na úvod další sezóny se dohodl s klubovým prezidentem Massimem Morattim na ukončení spolupráce.

#### Juventus – druhé angažmá
Návrat do Turína se udál během léta v roce 2001. Lippi u trenérského „kormidla“ vystřídal Carlo Ancelotti, jenž Juventus vedl po Lippiho odchodu do Interu.
Kádr doznal určitých změn – odešli Zidane nebo Inzaghi. Nahradili je Nedvěd, Salas, Trézéguet, Thuram a gólman Buffon.
Na úvod Serie A se na demolici Benátek čtyřmi góly rovnocenně podíleli Del Piero s Trézéguetem.
Trenér se předvedl dobrým tahem, když Nedvědovi svěřil volnou roli v tvorbě hry.
V dubnu 2004 ohlásil na tiskové konferenci, že po sezóně na pozici trenéra rezignuje, ačkoli jeho smlouva měla běžet ještě rok.
Ačkoliv mistrovský titul si přivlastnil AC Milán, Lippiho tým měl stále naději na zisk domácího poháru proti Laziu. První březnový finálový zápas dopadl výhrou Římanů 2:0.
Střet o poslední možnou trofej komplikovala Lippimu zranění obránců Tudora a Montera a záložníků Tacchinardiho, Conteho a Camoranesiho. Odveta na Stadio delle Alpi hraná 12. května však skončila nerozhodně 2:2, ačkoliv domácí vedli po prvním poločase 2:0. Lippi se tak s klubem rozloučil bez trofeje.

## Statistika

### Hráčská
| Sezóna              | Klub                | Liga                | Liga   | Liga | Ligové poháry | Ligové poháry | Ligové poháry | Kontinentální poháry | Kontinentální poháry | Kontinentální poháry | Celkem | Celkem |
| Sezóna              | Klub                | Soutěž              | Zápasy | Góly | Soutěž        | Zápasy        | Góly          | Soutěž               | Zápasy               | Góly                 | Zápasy | Góly   |
| ------------------- | ------------------- | ------------------- | ------ | ---- | ------------- | ------------- | ------------- | -------------------- | -------------------- | -------------------- | ------ | ------ |
| 1969/70             | Savona              | Serie C             | 21     | 2    | -             | 0             | 0             | -                    | 0                    | 0                    | 21     | 2      |
| 1970/71             | Sampdoria           | Serie A             | 28     | 0    | IP            | 1             | 0             | -                    | 0                    | 0                    | 29     | 1      |
| 1971/72             | Sampdoria           | Serie A             | 29     | 1    | IP            | 4             | 0             | -                    | 0                    | 0                    | 33     | 1      |
| 1972/73             | Sampdoria           | Serie A             | 18     | 0    | IP            | 4             | 0             | -                    | 0                    | 0                    | 22     | 0      |
| 1973/74             | Sampdoria           | Serie A             | 24     | 1    | IP            | 4             | 1             | -                    | 0                    | 0                    | 28     | 2      |
| 1974/75             | Sampdoria           | Serie A             | 29     | 0    | IP            | 3             | 0             | -                    | 0                    | 0                    | 33     | 10     |
| 1975/76             | Sampdoria           | Serie A             | 13     | 1    | IP            | 8             | 0             | -                    | 0                    | 0                    | 21     | 1      |
| 1976/77             | Sampdoria           | Serie A             | 30     | 1    | IP            | 3             | 0             | -                    | 0                    | 0                    | 33     | 1      |
| 1977/78             | Sampdoria           | Serie B             | 35     | 1    | IP            | 3             | 0             | -                    | 0                    | 0                    | 38     | 1      |
| 1978/79             | Sampdoria           | Serie B             | 32     | 1    | IP            | 4             | 0             | -                    | 0                    | 0                    | 36     | 1      |
| Celkem za Sampdorii | Celkem za Sampdorii | Celkem za Sampdorii | 238    | 7    | -             | 34            | 1             | -                    | 0                    | 0                    | 272    | 8      |
| 1979/80             | Pistoiese           | Serie B             | 29     | 0    | IP            | 4             | 0             | -                    | 0                    | 0                    | 33     | 0      |
| 1980/81             | Pistoiese           | Serie A             | 16     | 0    | IP            | 4             | 0             | -                    | 0                    | 0                    | 20     | 0      |
| Celkem za Pistoiese | Celkem za Pistoiese | Celkem za Pistoiese | 45     | 0    | -             | 8             | 0             | -                    | 0                    | 0                    | 53     | 0      |
| 1981/82             | Lucchese            | Serie C2            | 23     | 0    | -             | 0             | 0             | -                    | 0                    | 0                    | 23     | 0      |
| Celkově             | Celkově             | Celkově             | 327    | 9    | -             | 42            | 1             | -                    | 0                    | 0                    | 369    | 10     |

### Trenérská

#### Klubová
| Sezóna               | Klub                 | Liga                 | Liga   | Liga  | Liga   | Liga   | Liga             | Ligové poháry | Ligové poháry | Ligové poháry | Ligové poháry | Ligové poháry | Ligové poháry    | Kontinentální poháry | Kontinentální poháry | Kontinentální poháry | Kontinentální poháry | Kontinentální poháry | Kontinentální poháry | Celkem | Celkem | Celkem | Celkem |
| Sezóna               | Klub                 | Soutěž               | Zápasy | Výhry | Remízy | Prohry | Umístění         | Soutěž        | Zápasy        | Výhry         | Remízy        | Prohry        | Úspěch           | Soutěž               | Zápasy               | Výhry                | Remízy               | Prohry               | Úspěch               | Zápasy | Výhry  | Remízy | Prohry |
| -------------------- | -------------------- | -------------------- | ------ | ----- | ------ | ------ | ---------------- | ------------- | ------------- | ------------- | ------------- | ------------- | ---------------- | -------------------- | -------------------- | -------------------- | -------------------- | -------------------- | -------------------- | ------ | ------ | ------ | ------ |
| 1985/86              | Pontedera            | Serie C2             | 34     | 10    | 17     | 7      | 6. místo         | -             | 0             | 0             | 0             | 0             | -                | -                    | 0                    | 0                    | 0                    | 0                    | -                    | 34     | 10     | 17     | 7      |
| 1986/87              | Siena                | Serie C1             | 17     | 4     | 6      | 7      | propuštěn v led. | IP            | 5             | 2             | 1             | 2             | -                | -                    | 0                    | 0                    | 0                    | 0                    | -                    | 22     | 6      | 7      | 9      |
| 1987/88              | Pistoiese            | Serie C2             | 34     | 10    | 15     | 9      | 8. místo         | -             | 0             | 0             | 0             | 0             | -                | -                    | 0                    | 0                    | 0                    | 0                    | -                    | 34     | 10     | 15     | 9      |
| 1988/89              | Carrarese            | Serie C1             | 34     | 10    | 16     | 8      | 7. místo         | -             | 0             | 0             | 0             | 0             | -                | -                    | 0                    | 0                    | 0                    | 0                    | -                    | 34     | 10     | 16     | 8      |
| 1989/90              | Cesena               | Serie A              | 34     | 6     | 16     | 12     | 13. místo        | IP            | 2             | 1             | 0             | 1             | -                | -                    | 0                    | 0                    | 0                    | 0                    | -                    | 36     | 7      | 16     | 13     |
| 1990/91              | Cesena               | Serie A              | 17     | 2     | 5      | 10     | propuštěn v led. | IP            | 2             | 1             | 0             | 1             | -                | -                    | 0                    | 0                    | 0                    | 0                    | -                    | 19     | 3      | 5      | 11     |
| Celkem za Cesenu     | Celkem za Cesenu     | Celkem za Cesenu     | 51     | 8     | 21     | 22     | -                | -             | 4             | 2             | 0             | 2             | -                | -                    | 0                    | 0                    | 0                    | 0                    | -                    | 55     | 10     | 21     | 24     |
| 1991/92              | Lucchese             | Serie B              | 38     | 8     | 21     | 9      | 8. místo         | IP            | 4             | 1             | 1             | 2             | -                | -                    | 0                    | 0                    | 0                    | 0                    | -                    | 42     | 9      | 22     | 11     |
| 1992/93              | Atalanta             | Serie A              | 34     | 14    | 8      | 12     | 8. místo         | IP            | 2             | 0             | 0             | 2             | -                | -                    | 0                    | 0                    | 0                    | 0                    | -                    | 36     | 14     | 8      | 14     |
| 1993/94              | Neapol               | Serie A              | 34     | 12    | 12     | 10     | 6. místo         | IP            | 2             | 0             | 1             | 1             | -                | -                    | 0                    | 0                    | 0                    | 0                    | -                    | 36     | 12     | 13     | 11     |
| 1994/95              | Juventus             | Serie A              | 34     | 23    | 4      | 7      |                  | IP            | 10            | 7             | 1             | 2             |                  | PU                   | 12                   | 8                    | 3                    | 1                    | Stříbrná medaile     | 56     | 38     | 8      | 10     |
| 1995/96              | Juventus             | Serie A              | 34     | 19    | 8      | 7      | Stříbrná medaile | IP+IS         | 2+1           | 1+1           | 0             | 1             |                  | LM                   | 11                   | 6                    | 2                    | 3                    |                      | 48     | 27     | 10     | 11     |
| 1996/97              | Juventus             | Serie A              | 34     | 17    | 14     | 3      |                  | IP            | 5             | 2             | 2             | 1             | -                | LM+ES+IP             | 11+2+1               | 8+2+1                | 2                    | 1                    | +                    | 53     | 30     | 18     | 5      |
| 1997/98              | Juventus             | Serie A              | 34     | 21    | 11     | 2      |                  | IP+IS         | 8+1           | 3+1           | 4             | 1             |                  | LM                   | 11                   | 6                    | 1                    | 4                    | Stříbrná medaile     | 54     | 31     | 16     | 7      |
| 1998/99              | Juventus             | Serie A              | 20     | 7     | 6      | 7      | propuštěn v úno. | IP            | 6             | 3             | 2             | 1             | -                | LM                   | 6                    | 1                    | 5                    | 0                    | -                    | 33     | 11     | 13     | 9      |
| 1999/00              | Inter                | Serie A              | 34+1   | 18    | 7      | 10     | 4. místo         | IP            | 8             | 4             | 2             | 2             | Stříbrná medaile | -                    | 0                    | 0                    | 0                    | 0                    | -                    | 43     | 22     | 9      | 12     |
| 2000                 | Inter                | Serie A              | 1      | 0     | 0      | 1      | propuštěn v říj. | IP+IS         | 2+1           | 1             | 1             | 1             | -                | LM+PU                | 2+2                  | 0+2                  | 1+0                  | 1+0                  | -                    | 8      | 3      | 2      | 3      |
| Celkem za Inter      | Celkem za Inter      | Celkem za Inter      | 36     | 18    | 7      | 11     | -                | -             | 11            | 5             | 3             | 4             | -                | -                    | 4                    | 2                    | 1                    | 1                    | -                    | 50     | 25     | 11     | 14     |
| 2001/02              | Juventus             | Serie A              | 34     | 20    | 11     | 3      |                  | IP            | 8             | 5             | 1             | 2             | Stříbrná medaile | LM                   | 12                   | 5                    | 3                    | 4                    | -                    | 54     | 30     | 15     | 9      |
| 2002/03              | Juventus             | Serie A              | 34     | 21    | 9      | 4      |                  | IP+IS         | 4+1           | 1+1           | 0             | 3             |                  | LM                   | 17                   | 8                    | 4                    | 5                    | Stříbrná medaile     | 56     | 31     | 13     | 12     |
| 2003/04              | Juventus             | Serie A              | 34     | 21    | 6      | 7      | Bronzová medaile | IP+IS         | 8+1           | 4             | 3+1           | 1             | +                | LM                   | 8                    | 4                    | 1                    | 3                    | -                    | 51     | 29     | 11     | 11     |
| Celkem za Juventus   | Celkem za Juventus   | Celkem za Juventus   | 258    | 149   | 69     | 40     | -                | -             | 56            | 29            | 14            | 13            | -                | -                    | 91                   | 49                   | 21                   | 21                   | -                    | 405    | 227    | 104    | 74     |
| 2012                 | Evergrande           | Chinese Super League | 20     | 10    | 6      | 4      | Zlatá medaile    | ČP            | 6             | 4             | 2             | 0             | Zlatá medaile    | ALM                  | 3                    | 2                    | 0                    | 1                    | -                    | 29     | 16     | 8      | 5      |
| 2013                 | Evergrande           | Chinese Super League | 30     | 24    | 5      | 1      | Zlatá medaile    | ČP+ČS         | 6+1           | 4             | 1             | 1+1           | Stříbrná medaile | ALM+MSk              | 14+3                 | 9+1                  | 4                    | 1+2                  | + 4. místo           | 54     | 38     | 10     | 6      |
| 2014                 | Evergrande           | Chinese Super League | 20     | 22    | 4      | 4      | Zlatá medaile    | ČP+ČS         | 2+1           | 1             | 0             | 1+1           | -                | ALM                  | 10                   | 5                    | 1                    | 4                    | -                    | 43     | 28     | 5      | 10     |
| Celkem za Evergrande | Celkem za Evergrande | Celkem za Evergrande | 80     | 56    | 15     | 9      | -                | -             | 16            | 9             | 3             | 4             | -                | -                    | 30                   | 17                   | 5                    | 8                    | -                    | 126    | 82     | 23     | 21     |
| Celkově              | Celkově              | Celkově              | 650    | 299   | 207    | 144    | -                | -             | 124           | 56            | 30            | 38            | -                | -                    | 127                  | 68                   | 27                   | 31                   | -                    | 900    | 424    | 264    | 212    |

#### Reprezentační
| 2004–2005        | Itálie           | Kvalifikace MS 2006     | 1. místo ve skupině                                             | 10   | 7   | 2   | 1   |
| 2006             | Itálie           | MS 2006                 |                                                                 | 7    | 5   | 2   | 0   |
| 2004–2006        | Itálie           | přátelské utkání        | -                                                               | 12   | 6   | 6   | 1   |
| 2008–2009        | Itálie           | Kvalifikace MS 2010     | 1. místo ve skupině                                             | 10   | 7   | 1   | 2   |
| 2009             | Itálie           | Konfederační pohár 2009 | 3. místo ve skupině                                             | 3    | 1   | 0   | 2   |
| 2010             | Itálie           | MS 2010                 | 4. místo ve skupině                                             | 3    | 0   | 2   | 1   |
| 2008–2010        | Itálie           | přátelské utkání        | -                                                               | 11   | 3   | 6   | 2   |
| Celkem za Itálii | Celkem za Itálii | Celkem za Itálii        | Celkem za Itálii                                                | 56   | 28  | 21  | 7   |
| 2016–2017        | Čína             | Kvalifikace MS 2018     | 2. místo ve skupině C (2. fáze) 5. místo ve skupině A (3. fáze) | 8+10 | 5+3 | 2+3 | 1+4 |
| 2017             | Čína             | VA 2017                 | 3. místo ve skupině                                             | 3    | 0   | 2   | 1   |
| 2019             | Čína             | MA 2019                 | Čtvrtfinále                                                     | 5    | 3   | 0   | 2   |
| 2016–2019        | Čína             | přátelské utkání        | -                                                               | 18   | 6   | 5   | 7   |
| Celkem za Čínu   | Celkem za Čínu   | Celkem za Čínu          | Celkem za Čínu                                                  | 44   | 17  | 12  | 15  |
| Celkem           | Celkem           | Celkem                  | Celkem                                                          | 100  | 45  | 33  | 22  |

## Úspěchy

### Trenérské

#### Klubové

##### Národní
- vítěz italské ligy (5x)

Juventus: 1994/95, 1996/97, 1997/98, 2001/02, 2002/03
- vítěz čínské ligy (3x)

Evergrande: 2012, 2013, 2014
- vítěz italského poháru (1x)

Juventus: 1994/95
- vítěz čínského poháru (1x)

Evergrande: 2012
- vítěz italského superpoháru (4x)

Juventus: 1995, 1997, 2002, 2003

##### Kontinentální
- vítěz Ligy mistrů UEFA (1x)

Juventus: 1995/96
- vítěz Liga mistrů AFC (1x)

Evergrande: 2013
- vítěz Superpoháru UEFA (1x)

Juventus: 1996
- vítěz interkontinentálního poháru (1x)

Juventus: 1996

#### Reprezentační
- 2× na MS (2006 - zlato, 2010)
- 1× na KP (2009)
- 1× na MA (MA 2019)

#### Individuální
- 3x nejlepší trenér v lize (1997, 1998, 2003)
- 2x trenér roku podle IFFHS (1996, 1998)
- 1x trenér roku UEFA (1998)
- 1x trenér roku podle World Soccer (2006)
- 2011 byl uveden od Italské fotbalové síně slávy
- 2018 Golden Foot

### Vyznamenání
Řád za zásluhy (23.10. 2006)
 Řád zásluh o Italskou republiku (12.12. 2006) z podnětu Prezidenta Itálie 